# Погостовская волость (Жиздринский уезд)
Погостовская волость — волость в составе Жиздринского уезда Калужской (с 1920 — Брянской губернии Бежицкого уезда) губернии. Административный центр — село Погост.

## История
Погостовская волость образована в ходе реформы 1861 года. Первоначально в состав волости входило 11 селений: село Погост, деревни Барсуки, Большие Желтоухи, Верзебнева (Веркуличи), Зверинцева (Бобоновка), Малые Желтоухи, Малая Песочня, Манино, Манинский хутор, Николаевка, Сергиевский (Ивано-Сергиевский) завод.
На 1880 год в составе волости числилось 3 982 десятины земли. Население волости составляло в 1880 году — 3432, в 1896 — 4455, в 1913 — 4850 человек.
В волости был церковный приход в селе Погост — Церковь Николая Чудотворца. «Кирпичная однопрестольная холодная церковь построена вместо прежней деревянной в 1878 на церковные средства и пожертвования прихожан. Есть неподтверждённые сведения о существовании Флоро-Лаврского и Казанского приделов. Закрыта не позже 1941, повреждена взрывом в годы Великой Отечественной войны, вскоре разобрана. Церковное место окружено старыми липами.»
1 апреля 1920 года Жиздринский уезд был перечислен в Брянскую губернию. Погостовская волость была включена в Бежицкий уезд Брянской губернии.
В 1922 году Погостовская волость была передана в Бежицкий уезд той же губернии.
В 1923—1924 годах включена в состав укрупнённой Песоченской волости.
В 1929 году Брянская губерния и все её уезды были упразднены, а их территория вошла в состав новой Западной области.
С 1944 года территория Погостовской волости относится к Людиновскому району Калужской области.